# Record du monde de natation dames du 100 mètres brasse
Progression du record du monde de natation sportive dames pour l'épreuve du 100 mètres brasse en bassin de 50 et 25 mètres.

## Bassin de 50 mètres
| Temps          | Athlète                | Naissance | Âge | Nationalité          | Compétition                         | Lieu            | Date               |
| -------------- | ---------------------- | --------- | --- | -------------------- | ----------------------------------- | --------------- | ------------------ |
| 1 min 20 s 3   | Karin Beyer            |           |     | Allemagne de l'Est   |                                     | Berlin-Est      | 20 juillet 1958    |
| 1 min 19 s 6   | Karin Beyer            |           |     | Allemagne de l'Est   |                                     | Leipzig         | 12 septembre 1958  |
| 1 min 19 s 1   | Wiltrud Urselmann      |           |     | Allemagne de l'Ouest |                                     | Zurich          | 12 mars 1960       |
| 1 min 19 s 0   | Ursula Küper           |           |     | Allemagne de l'Est   |                                     | Leipzig         | 14 juillet 1960    |
| 1 min 18 s 2   | Barbara Gobel          |           |     | Allemagne de l'Est   |                                     | Rostock         | 1er juillet 1961   |
| 1 min 17 s 9   | Claudia Kolb           |           |     | États-Unis           |                                     | Los Angeles     | 11 juillet 1964    |
| 1 min 17 s 2   | Svetlana Babanina      |           |     | Union soviétique     |                                     | Moscou          | 3 septembre 1964   |
| 1 min 16 s 5   | Svetlana Babanina      |           |     | Union soviétique     |                                     | Tachkent        | 11 mai 1965        |
| 1 min 15 s 7   | Galina Prozumenshikova |           |     | Union soviétique     |                                     | Leningrad       | 17 juillet 1966    |
| 1 min 15 s 6   | Catherine Ball         |           |     | États-Unis           |                                     | Fort Lauderdale | 28 décembre 1966   |
| 1 min 15 s 6   | Catherine Ball         |           |     | États-Unis           |                                     | Santa Clara     | 7 juillet 1967     |
| 1 min 14 s 8   | Catherine Ball         |           |     | États-Unis           |                                     | Winnipeg        | 31 juillet 1967    |
| 1 min 14 s 6   | Catherine Ball         |           |     | États-Unis           |                                     | Philadelphie    | 19 août 1967       |
| 1 min 14 s 2   | Catherine Ball         |           |     | États-Unis           |                                     | Los Angeles     | 25 août 1968       |
| 1 min 13 s 58  | Catherine Carr         |           |     | États-Unis           | Jeux Olympiques                     | Munich          | 2 septembre 1972   |
| 1 min 12 s 91  | Renate Vogel           |           |     | Allemagne de l'Est   | Championnats d'Europe               | Vienne          | 22 août 1974       |
| 1 min 12 s 55  | Christel Justen        |           |     | Allemagne de l'Ouest | Championnats d'Europe (f)           | Vienne          | 23 août 1974       |
| 1 min 12 s 28  | Renate Vogel           | 1955      | 19  | Allemagne de l'Est   | Match États-Unis/Allemagne de l'Est | Concord         | 1er septembre 1974 |
| 1 min 11 s 93  | Carola Nitschke        | 1962      | 14  | Allemagne de l'Est   | Championnats d'Europe (f)           | Berlin-Est      | 2 juin 1976        |
| 1 min 11 s 11  | Hannelore Anke         | 1957      | 19  | Allemagne de l'Est   | Jeux Olympiques                     | Montréal        | 22 juillet 1976    |
| 1 min 10 s 86  | Hannelore Anke         | 1957      | 19  | Allemagne de l'Est   | Jeux Olympiques                     | Montréal        | 22 juillet 1976    |
| 1 min 10 s 31  | Julia Bogdanova        | 1964      | 14  | Union soviétique     | Championnats du monde               | Berlin-Ouest    | 22 août 1978       |
| 1 min 10 s 20  | Ute Geweniger          | 1964      | 16  | Allemagne de l'Est   |                                     | Magdeburg       | 26 mai 1980        |
| 1 min 10 s 11  | Ute Geweniger          | 1964      | 16  | Allemagne de l'Est   | Jeux Olympiques                     | Moscou          | 24 juillet 1980    |
| 1 min 09 s 52  | Ute Geweniger          | 1964      | 17  | Allemagne de l'Est   |                                     | Gera            | 9 avril 1981       |
| 1 min 07 s 46  | Penelope Heyns         | 1974      | 22  | Afrique du Sud       | Championnats d'Afrique du Sud (s)   | Durban          | 4 mars 1996        |
| 1 min 07 s 02  | Penelope Heyns         | 1974      | 22  | Afrique du Sud       | Jeux Olympiques (s)                 | Atlanta         | 21 juillet 1996    |
| 1 min 06 s 99  | Penelope Heyns         | 1974      | 25  | Afrique du Sud       | Janet Evans invitation (s)          | Los Angeles     | 18 juillet 1999    |
| 1 min 06 s 95  | Penelope Heyns         | 1974      | 25  | Afrique du Sud       | Janet Evans invitation (f)          | Los Angeles     | 18 juillet 1999    |
| 1 min 06 s 52  | Penelope Heyns         | 1974      | 25  | Afrique du Sud       | Championnats pan-pacifiques (s)     | Sydney          | 23 août 1999       |
| 1 min 06 s 37  | Leisel Jones           | 1985      | 18  | Australie            | Championnats du monde (d)           | Barcelone       | 21 juillet 2003    |
| 1 min 06 s 20  | Jessica Hardy          | 1987      | 18  | États-Unis           | Championnats du monde (f)           | Montréal        | 25 juillet 2005    |
| 1 min 05 s 71  | Leisel Jones           | 1985      | 21  | Australie            | Commonwealth trials                 | Melbourne       | 3 février 2006     |
| 1 min 05 s 09  | Leisel Jones           | 1985      | 21  | Australie            | Jeux du Commonwealth (f)            | Melbourne       | 20 mars 2006       |
| 1 min 04 s 84  | Rebecca Soni           | 1987      | 22  | États-Unis           | Championnats du monde (d)           | Rome            | 27 juillet 2009    |
| 1 min 04 s 45, | Jessica Hardy          | 1987      | 22  | États-Unis           | US Open championship (f)            | Federal Way     | 7 août 2009        |
| 1 min 04 s 35  | Rūta Meilutytė         | 1997      | 16  | Lituanie             | Championnats du monde (d)           | Barcelone       | 29 juillet 2013    |
| 1 min 04 s 13  | Lilly King             | 1997      | 20  | États-Unis           | Championnats du monde (f)           | Budapest        | 25 juillet 2017    |

## Bassin de 25 mètres
| Temps          | Athlète        | Naissance | Âge | Nationalité        | Compétition                       | Lieu            | Date              |
| -------------- | -------------- | --------- | --- | ------------------ | --------------------------------- | --------------- | ----------------- |
| 1 min 11 s 01  | Anke           |           |     | Allemagne de l'Est |                                   | Brême           | 6 mars 1976       |
| -----          |                |           |     |                    |                                   |                 |                   |
| 1 min 07 s 47  | Tracy Caulkins |           |     | États-Unis         |                                   |                 | 1981              |
| -----          |                |           |     |                    |                                   |                 |                   |
| 1 min 05 s 70  | Samantha Riley | 1972      | 23  | Australie          |                                   | Rio de Janeiro  | 1er décembre 1995 |
| -----          |                |           |     |                    |                                   |                 |                   |
| 1 min 05 s 57  | Penelope Heyns | 1974      | 25  | Afrique du Sud     | Championnats d'Afrique du Sud (f) | Johannesburg    | 5 septembre 1999  |
| 1 min 05 s 40  | Penelope Heyns | 1974      | 25  | Afrique du Sud     | Seagulls gala                     | Durban          | 26 septembre 1999 |
| 1 min 05 s 38  | Emma Igelström | 1980      | 22  | Suède              | Championnats du monde (f)         | Moscou          | 6 avril 2002      |
| 1 min 05 s 29  | Emma Igelström | 1980      | 23  | Suède              | Championnats de Suède (d)         | Stockholm       | 15 mars 2003      |
| 1 min 05 s 11  | Emma Igelström | 1980      | 23  | Suède              | Championnats de Suède (f)         | Stockholm       | 16 mars 2003      |
| 1 min 05 s 09  | Leisel Jones   | 1985      | 18  | Australie          | Coupe du monde                    | Melbourne       | 28 novembre 2003  |
| 1 min 04 s 79  | Tara Kirk      | 1982      | 22  | États-Unis         | Championnats NCAA (f)             | College Station | 19 mars 2004      |
| 1 min 04 s 12  | Leisel Jones   | 1985      | 21  | Australie          | Championnats d'Australie (d)      | Hobart          | 27 août 2006      |
| 1 min 03 s 86  | Leisel Jones   | 1985      | 21  | Australie          | Championnats d'Australie (f)      | Hobart          | 28 août 2006      |
| 1 min 03 s 72  | Leisel Jones   | 1985      | 23  | Australie          | Grand Prix de Canberra (f)        | Canberra        | 25 avril 2008     |
| 1 min 03 s 00  | Leisel Jones   | 1985      | 24  | Australie          | Coupe du monde (f)                | Berlin          | 14 novembre 2009  |
| 1 min 02 s 70  | Rebecca Soni   | 1987      | 22  | États-Unis         | Duel in the pool                  | Manchester      | 19 décembre 2009  |
| 1 min 02 s 36  | Rūta Meilutytė | 1997      | 16  | Lituanie           | Coupe du monde (f)                | Moscou          | 12 octobre 2013   |
| 1 min 02 s 36= | Alia Atkinson  | 1988      | 25  | Jamaïque           | Championnats du monde (f)         | Doha            | 6 décembre 2014   |
| 1 min 02 s 36= | Alia Atkinson  | 1988      | 27  | Jamaïque           | Coupe du monde (f)                | Chartres        | 26 août 2016      |

## Bassin de 25 yards
| Temps   | Athlète       | Naissance | Âge | Nationalité                   | Compétition                 | Lieu            | Date             |
| ------- | ------------- | --------- | --- | ----------------------------- | --------------------------- | --------------- | ---------------- |
| 57 s 77 | Tara Kirk     | 1982      | 24  | États-Unis Palo Alto Stanford | Championnats des États-Unis | Austin          | 4 mars 2006      |
| 57 s 71 | Breeja Larson | 1992      | 20  | États-Unis Texas A&M          | Championnats NCAA           | Auburn          | 17 mars 2012     |
| 57 s 53 | Breeja Larson | 1992      | 20  | États-Unis Texas A&M          | Phil Hansel invitational    | Houston         | 16 novembre 2012 |
| 57 s 43 | Breeja Larson | 1992      | 21  | États-Unis Texas A&M          | SEC Championships           | College Station | 22 février 2013  |
| 57 s 28 | Breeja Larson | 1992      | 22  | États-Unis Texas A&M          | SEC Championships           | Athens          | 21 février 2014  |
| 57 s 23 | Breeja Larson | 1992      | 22  | États-Unis Texas A&M          | Championnats NCAA (f)       | Minneapolis     | 21 mars 2014     |